# إبراهيم سعدية
 إبراهيم خليل محمد سعدية "أبو محمد"، لاعب كرة قدم أردني، من مواليد مدينة الزرقاء يوم 1959/2/15، ويعد من أشهر اللاعبين في تاريخ كرة القدم الأردنية. 
لعب لنادي عمان وحقق معه لقب هداف الدوري الأردني عام 1983، ثم أحرز معه بطولة الدوري الأردني وبطولة درع الإتحاد الأردني سنة 1984، وكذلك بطولة درع الإتحاد سنة 1985، قبل أن ينتقل إلى نادي الوحدات في صفقة كانت الأغلى آنذاك، وفاز معه ببطولة الدوري اعوام 1987 و1990 و1991 و1994، وبطولة كأس الأردن عام 1988، وبطولة درع الاتحاد 1988، وبطولة كأس الكؤوس 1989، كما شارك مع المنتخب الوطني الأردني منذ مطلع الثمانينات ولعقد من الزمان.